# Google Video
Google Video è stato un servizio gratuito di Google, che permetteva a chiunque di caricare filmati sui server web di Google e renderli disponibili a tutti, Dal 29 aprile 2011 Google Video non permette più di caricare video, Analoghi servizi concorrenti sono: iFilm, MetaCafe, Veoh, Outloud.tv, IFC Medialab, webmultimediale.it e FBC V-Files. Google Video è stato chiuso dopo l'acquisizione di YouTube da parte di Google, il quale ha reso inutile il servizio inizialmente offerto da Google.

## Contenuti video
Google Video mirava ad offrire un grande archivio per la ricerca gratuita dei video. Oltre ai filmati amatoriali, viral advertisement (pubblicità), e trailer di film, il servizio puntava a distribuire filmati commerciali professionali come film o contenuti trasmessi in televisione.
Diverse compagnie mediatiche offrivano prodotti su Google Video destinati all'acquisto, tra cui programmi CBS, NBA, video musicali e film indipendenti. Inizialmente un certo numero di emittenti (come ABC, NBC, CNN) misero a disposizione contenuti in streaming o con sottotitoli nascosti (close captioning).
In aggiunta l'archivio nazionale degli Stati Uniti (U.S. National Archive) usava Google Video per rendere documentari storici accessibili online.

## Metodi di distribuzione dei video
Google video offriva sia servizi gratuiti che video commerciali, questi ultimi erano controllati attraverso i DRM. Un player Adobe Flash permetteva di visualizzare i filmati nel formato Flash Video (.flv) all'interno del browser web.(Scaricabile dal sito di Google)

### Google Video Player
Il Google Video Player era un altro modo per vedere i video di Google. Esistevano versioni per sistemi Microsoft Windows o macOS. Questo programma riproduceva i file nel formato Google Video File (.gvi) e supportava playlist nel formato Google Video Pointer (.gvp). Quando gli utenti scaricavano sul proprio computer un filmato, il file risultante era un .gvp di piccola dimensione (dato che non contiene realmente il filmato ma solo un puntatore ad esso). Quando veniva avviato, il file .gvp scaricava il file .gvi (cioè il video vero e proprio) e andava a riporlo nella cartella di destinazione predefinita.
Selezionando, invece, "Video iPod/Sony PSP" al momento del download veniva scaricato un file in formato .mp4. I formati disponibili dall'interfaccia del sito web (Flash, GVI, AVI e MPEG-4) variavano a seconda del sistema operativo dell'utente.

### Formato GVI e conversione
I file .gvi erano di tipo Audio Video Interleave (.avi) con "goog" come sequenza FourCC immediatamente dopo l'header. Il video era codificato in DdivX4 mentre l'audio in mp3. I player DivX e diversi dispositivi portatili come per esempio l'Archos AV500 potevano riprodurre il formato Google Video File senza convertirlo a condizione di rinominare l'estensione del file da .gvi in .avi. Tra gli altri software VirtualDub può leggere i file .gvi e permetteva di convertirli in molti altri formati.

## Inserimento dei Google Video File su siti esterni
Google Video permetteva di inserire video su altri siti web e forniva il codice HTML necessario, in modo simile a YouTube. Ciò permetteva ai siti web di ospitare filmati a volontà senza saturare la banda o lo spazio disponibile (in quanto i video erano ospitati in remoto sull'hosting di Google Video).

## Caricamento dei video
Gli utenti potevano scegliere di caricare i video o attraverso il sito di Google Video (limitatamente a 100MB) oppure tramite il Google Video Uploader, disponibile per Microsoft Windows, macOS e Linux. Coloro che erano intenzionati a pubblicare mille o più ore di video potevano affidarsi al Premium Program di Google.
L'applicazione era disponibile in tre diversi scaricamenti, ma la versione per Linux è stata scritta in Java e quindi, data la portabilità di questo linguaggio di programmazione, poteva funzionare anche su altri sistemi operativi (incluso Microsoft Windows) senza richiedere modifiche a patto che vi fosse installato il Java Runtime Environment (JRE). È da notare, inoltre, che il file java eseguibile (.jar) era un'applicazione indipendente che non richiedeva installazione. Di conseguenza poteva funzionare anche da dispositivi rimovibili come drive flash USB, CD-ROM o network storage. Questo permetteva all'utente di pubblicare video anche se il terminale che stava usando non gli consentiva di installare programmi come per esempio un computer di una biblioteca pubblica.

## Ricerca video
Negli ultimi tempi la diffusione del video streaming ha fatto sì che nascessero vari siti che permettono la ricerca dei video nel web.
Grazie a tali tecnologie è possibile non solo trovare video di intrattenimento ma anche video didattici, politici, musicali eccetera.
Attualmente il dominio sulla ricerca video è conteso dai due colossi :, vicino a loro sono nati tanti siti che offrono tale servizio sfruttando in parte anche le loro tecnologie.

## Accesso al servizio
Mentre inizialmente Google Video esisteva solo nella versione statunitense, in seguito era stato disponibile agli utenti di molte nazionalità tra cui Germania, Spagna, Italia, Paesi Bassi, Polonia.
A discapito della disponibilità generale, esisteva la possibilità di limitare l'accesso ai file video solo agli utenti provenienti da certi stati. Esistevano, comunque, anche metodi per aggirare questa sorta di filtro geografico.

## Critiche
Nei confronti di Google Video sono state mosse alcune critiche per la bassa qualità video, ma Google non è l'unico bersaglio di questo tipo di critica. La qualità dei video può dipendere da una varietà di fattori, tra i quali la qualità originale del filmato, la conversione nel formato usato da Google Video e l'aggiustamento della risoluzione per adattarlo alla finestra del sito.
Un'altra critica popolare è che Google Video ha una scarsa organizzazione dei contenuti e uno schema dei prezzi per niente notevole.
La mancanza di un sistema fisso di tariffe può creare confusione ad alcuni utenti, ma offre a chi fornisce contenuti una possibilità più ampia in termini di politica dei prezzi individuale.
Ci sono state critiche anche riguardo ai metodi usati da Google nell'esaminare il contenuto di ogni video per verificarne l'idoneità alla pubblicazione. Per esempio Google può accettare un video contenente una certa quantità di violenza e profanità, ma rifiutarne uno più leggero apparentemente senza traccia di un'analisi obiettiva. Varie lamentele sono state mosse anche contro lo strumento per il caricamento, dovute al messaggio di errore "Uploading failed" che sembra apparire casualmente e senza spiegare per quale motivo l'operazione non sia andata a buon fine. Google non ha ancora risolto questo problema.
Altre critiche, sono state rivolte a Google Video per il fatto che gli utenti non hanno a disposizione strumenti per aggiungere indici o capitoli ai video per rendere più facile la visione e la comprensione dei filmati più lunghi.
Esiste poi una folta schiera di utenti che non possono vedere il player in Flash o utenti Linux per PowerPC e macchine per cui Adobe non ha compilato il plugin e che ne criticano la scelta da parte di Google. C'è da dire che la critica non è rivolta unicamente a Google, ma a tutti i siti che si occupano di fornire streaming video: YouTube e, per citare esempi italiani, RossoAlice e lo stesso sito di RaiClick, che inoltre usa il formato proprietario mms per lo streaming.